# Smock

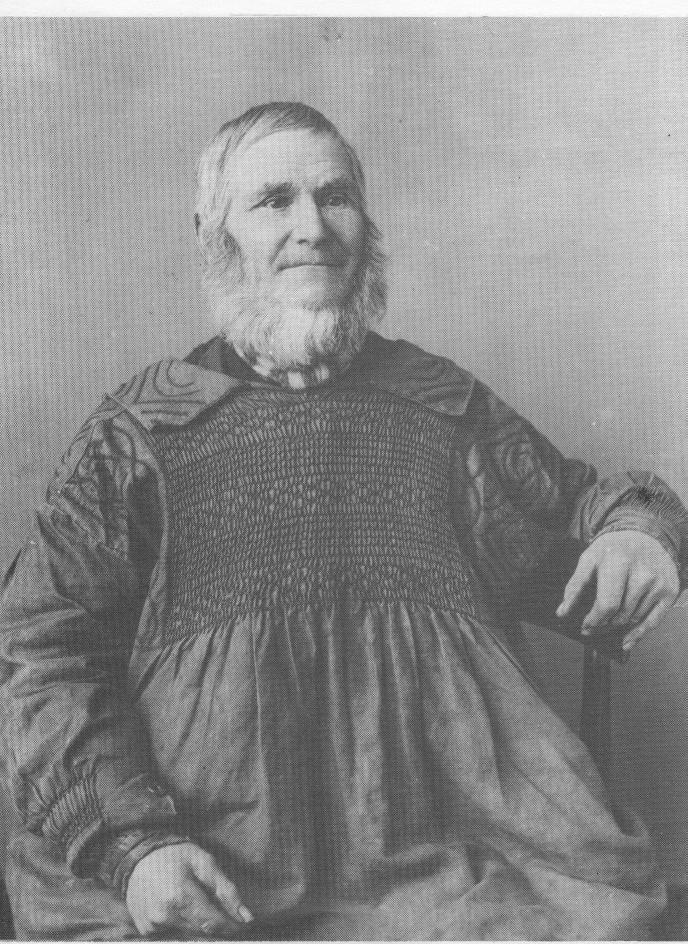
Robotnik rolny ze Swanbourne w hrabstwie Buckinghamshire w koszuli smock, lata 90. XIX wieku

Smock, smok – typ płóciennej koszuli lub kitla, będący elementem angielskiego i walijskiego stroju ludowego, noszony powszechnie przez kobiety i mężczyzn jako odzież wierzchnia i ubiór ochronny od połowy XVIII wieku do połowy XIX wieku, wyparty w latach 1880–1900 przez odzież produkowaną seryjnie.
Pierwotnie koszule smock wykonywane były z tkanin samodziałowych, lnianych lub bawełnianych. Długie koszule z krótkim rozcięciem pod szyją i wykładanym, szerokim kołnierzem oraz długimi, ujętymi w wysoki mankiet rękawami były wkładane przez głowę i sięgały co najmniej do kolan. Przeważającą barwą koszul była biel, jednak w Anglii centralnej często spotykane były również koszule błękitne, produkowane w Newark.
Odmianami koszul smock były rozpinane z przodu fałdziste kitle smock frock oraz koszule typu round smock, o identycznych przodach i tyłach.
Kobiety zakładały je do spódnicy, traktując jako bluzkę. W odzieży kobiecej koszule smock najdłużej przetrwały w strojach regionalnych noszonych w hrabstwach Berkshire, Hampshire i Wiltshire.
Mężczyźni nosili strojniejsze wersje koszul i kitli, których dekoracja koncentrowała się w górnej partii stroju. W zależności od sytuacji materialnej właściciela oraz jego codziennego zajęcia, koszula była mniej lub bardziej ozdobna. Hafty były wykonywane z reguły przez rzemieślników. Kosztowne zamówienie świadczyło o pozycji społecznej mężczyzny lub było dowodem uczucia, ponieważ kobiety zamawiały koszule dla bliskich sobie osób. Część przodu i mankietów marszczono, zbierając nicią w fałdy, które przeszywano naprzemianlegle, co tworzyło wzór z poziomych pasów (smocking). Charakterystyczne hafty o motywach geometrycznych i roślinnych wykonywano ściegiem kładzionym na przodzie koszuli, rękawach, kołnierzu i przy kieszeniach. Z reguły używano w tym celu białej nici, ale zdarzała się również dekoracja wykonywana nićmi w kolorach szarym, zielonym, brązowym lub czarnym.
Długość i ozdobność koszuli smock zależała również od wykonywanego przez jej właściciela zawodu, np. ogrodnicy i rolnicy nosili koszule krótsze, inaczej dekorowane i mniej fałdziste niż pasterze, natomiast te noszone przez wozaków i karawaniarzy były gładkie i rozcięte na całej długości (smock frock). Mężczyzna wkładał ozdobną koszulę w dniu ślubu, później zaś służyła mu jako odświętny ubiór zakładany na niedzielne msze, pogrzeby i inne specjalne okazje.
Męska koszula smock zachowała się aż do końca XIX wieku w hrabstwie Sussex, natomiast w wersji smock frock przetrwała w tradycyjnym stroju karawaniarzy do połowy XX wieku. Typ dekoracji jej strojnej odmiany, polegający na marszczeniu i zbieraniu nicią fałdów tkaniny (smocking), został rozpropagowany za pomocą wzorników w latach 70. i 80. XIX wieku, znajdując zastosowanie w odzieży damskiej i dziecięcej.